# Zamek w Serpie
Zamek w Serpie (port: Castelo de Serpa) – średniowieczny zamek w miejscowości Serpa, w dystrykcie Beja w Portugalii. Zamek dominuje nad miejscowością jak i nad całym lewym brzegiem Gwadiany wraz z sąsiednimi zamkami w Moura, Mértola i Noudar.
Budynek jest klasyfikowany jako Pomnik Narodowy od 1954. 